# Хаматомбецу
Хаматомбе́цу (яп. 浜頓別町 Хаматомбэцу-тё:) — посёлок в Японии, находящийся в уезде Эсаси округа Соя губернаторства Хоккайдо. Площадь посёлка составляет 401,56 км², население — 3994 человека (30 июня 2014), плотность населения — 9,95 чел./км².

## Географическое положение
Посёлок расположен на острове Хоккайдо в губернаторстве Хоккайдо. С ним граничат посёлки Эсаси, Накатомбецу, Хоронобе и село Саруфуцу.

## Население
Население посёлка составляет 3994 человека (30 июня 2014), а плотность — 9,95 чел./км². Изменение численности населения с 1980 по 2005 годы:
| 1980 | 6503 чел. |  |
| 1985 | 6117 чел. |  |
| 1990 | 5573 чел. |  |
| 1995 | 5224 чел. |  |
| 2000 | 4957 чел. |  |
| 2005 | 4582 чел. |  |

## Символика
Деревом посёлка считается Picea glehnii, цветком — Caltha palustris, птицей — американский лебедь.